# 塔城地区种牛场
塔城地区种牛场，是中华人民共和国新疆维吾尔自治区塔城地区塔城市下辖的一个乡镇级行政单位。

## 行政区划
塔城地区种牛场下辖以下地区：
农一队村、农二队村、农三队村、农四队村、牛一队村、牛二队村、白羊队村、育种中心村和玉石海齐村。